# Filipinas nos Jogos Olímpicos de Verão de 2016
Filipinas participou dos Jogos Olímpicos de Verão de 2016, que foram realizados na cidade do Rio de Janeiro, no Brasil, entre os dias 5 e 21 de agosto de 2016.
A atleta Hidilyn Diaz ganhou a medalha de prata no Levantamento de peso até 53 kg feminino no dia 7 de agosto de 2016, levantando 200kg. 

## Natação
| Atleta          | Prova       | Eliminatórias | Eliminatórias | Semifinal | Semifinal | Final       | Final       |
| Atleta          | Prova       | Tempo         | Pos.          | Tempo     | Pos.      | Tempo       | Pos.        |
| --------------- | ----------- | ------------- | ------------- | --------- | --------- | ----------- | ----------- |
| Jessie Lacuna   | 400 m livre | 4:01,70       | 46º           | —         | —         | Não avançou | Não avançou |
| Jasmine Alkhadi | 100 m livre |               |               |           |           |             |             |